# Sud'ba rezidenta
Sud'ba rezidenta (Судьба резидента) è un film del 1970 diretto da Veniamin Davydovič Dorman.